# Club Alianza Atlético Sullana
Il Club Alianza Atlético Sullana, meglio noto come Alianza Atlético, è una società calcistica peruviana con sede a Sullana. Milita nella Campeonato Descentralizado, la massima serie del campionato peruviano di calcio.

## Storia
L'Alianza Atlético Sullana è stato fondato il 18 gennaio 1920.
Il club ottenne celebrità nazionale per la prima volta nel 1984, quando riuscì a raggiungere il girone finale di Copa Perú (torneo calcistico amatoriale che ammette, a seconda del piazzamento finale, al campionato di Primera o a quello di Segunda División); qui si piazzò secondo alle spalle dei Los Espartanos de Pacasmayo. Nel 1988 disputò il suo primo campionato di Primera División, giungendo subito al terzo posto finale. Nel 1989 arrivò ad un passo dalla qualificazione alla Coppa Libertadores, ma fu sconfitto 2-0 in uno spareggio contro lo Sporting Cristal.
Allo stato attuale il club vanta 3 partecipazioni a tornei internazionali, tutte alla Coppa Sudamericana: nel 2004, 2005 e 2009; il miglior risultato nel campionato nazionale è il secondo posto ottenuto nel torneo Clausura 2003.

## Palmarès

### Competizioni nazionali
- Segunda División: 1

2020

### Competizioni regionali
- Liga de Sullana: 35

1928, 1929, 1930, 1933, 1934, 1935, 1943, 1944, 1945, 1946, 1947, 1948, 1949, 1951, 1952, 1953, 1957, 1958, 1959, 1960, 1966, 1967, 1968, 1969, 1970, 1971, 1972, 1973, 1975, 1976, 1977, 1981, 1982, 1983, 1986
- Lega dipartimentale di San Martín de Porres: 4

1966, 1968, 1983, 1986

### Altri piazzamenti
- Campeonato Descentralizado

Vice-campione Torneo Clausura: 2003
- Copa Peru

Vice-campione: 1984
- Segunda División:

Secondo posto: 2019

## Statistiche

### Partecipazioni alle competizioni internazionali
| Stagione | Competizione       | Turno                           | Club                 | Andata | Ritorno | Totale        |
| -------- | ------------------ | ------------------------------- | -------------------- | ------ | ------- | ------------- |
| 2004     | Coppa Sudamericana | Fase preliminare: Colombia/Peru | Coronel Bolognesi    | 0-1    | 4-1     | 4-2           |
| 2004     | Coppa Sudamericana | Fase preliminare: Colombia/Peru | Junior Barranquilla  | 0-2    | 1-4     | 1-6           |
| 2005     | Coppa Sudamericana | Fase preliminare: Cile/Peru     | Universitario        | 1-1    | 1-1     | 2-2 (4-1 dtr) |
| 2005     | Coppa Sudamericana | Fase preliminare: Cile/Peru     | Universidad Católica | 0-5    | 2-0     | 2-5           |
| 2009     | Coppa Sudamericana | Turno preliminare               | Deportivo Anzoátegui | 0-0    | 2-1     | 2-1           |
| 2009     | Coppa Sudamericana | Ottavi di finale                | Fluminense           | 2-2    | 1-4     | 3-6           |

In grassetto le gare casalinghe.